# Melek Taus
Melek Taus, Melek Ta'us, Tause Malak, Tawusi Melek (krm. Tawûsê Melek, kurd. تاوسی مەلەک, arab. ملك طاووس pol. Anioł Paw) – centralna postać w jezydyzmie, anioł występujący pod postacią pawia.

## Mitologia
Bóg (Xuwade) stworzył Siedem Tajemnic (Heft Sur) lub Siedmiu Aniołów, spośród których przywództwo objął Książę (prawdopodobnie Tawusi Melek). Zadaniem tych istot było ułatwienie stworzenia świata, bądź dokończenie dzieła stworzenia. Te siedem bytów zaopiekowało się światem i brało udział w stworzeniu Adama, pierwszego człowieka. Melek Taus odmówił uklęknięcia przed Adamem, tak jak anioł Azazel (Iblis) w islamie, co wzbudza jego konotacje z szatanem (jezydyzm jednak nie ma nic wspólnego z satanizmem). Sprzeciwił się Bogu, za co został strącony do piekła. Żałował swojego buntu i swymi łzami ugasił ogień piekielny, a Bóg ulitował się nad nim i unicestwił piekło (w innej wersji Anioł Paw zstąpił z niebios, zapłakał nad cierpieniem na świecie, a jego łzy zgasiły piekło).
Melek Taus miał objawić się ludziom w Lalisz. Pojawił się pośród wulkanów i górskich lawin. Był pierwszą czującą istotą, która zaistniała na świecie. Boga przestał interesować los ludzi i dlatego wyznaczył na władcę świata Anioła Pawia, który zajmuje się światem i nim rządzi . Anioł Paw sprawuje władzę w  imieniu Boga. Sprawił także, że świat stał się piękny i gościnny, gdyż oddał mu barwy ze swego pawiego ogona. 

## Kult
Bóg w wierzeniach jezydów manifestuje się poprzez Wielką Triadę, którą tworzą: Tawusi Melek, Szejk Adi ibn Musafir oraz Sułtan Ezid. Bóg ma charakter deus otiosus.  Oddają mu cześć, uważają go za jednocześnie dobrego i złego, stałego i zmiennego. Tawusi Melek jest przedstawiany jako paw, rzadziej kogut, kruk albo gołąb.
Bardzo rzadko wierni odnoszą się do Anioła Pawia wprost, podobnie jak do Boga; jest tylko jeden qewl (pieśń religijna) z jego imieniem w nazwie, jednak nie zawiera bezpośredniego odniesienia do niego. Największym przewinieniem religijnym jest obraza Anioła Pawia, wierny ma obowiązek zabić bluźniercę, który by obrażał tę postać.
Szczególnym miejscem kultu Anioła Pawia jest Quba Mere Diwane w Armenii, świątynia pod wezwaniem Meleka Tausa i siedmiu aniołów.
Podczas święta Obnoszenia Pawia dostojnicy religijni odwiedzają wsie i przynoszą poświęcone obrazy z wyobrażeniami pawia zwane senjâq. Podczas najważniejszego święta, tj. Uroczystego Zgromadzenia w Lalisz oddawana jest cześć siedmiu aniołom i szejkowi Adiemu.
Możliwe, że jezydzki zakaz noszenia ciemnoniebieskich ubiorów jest związany z zarezerwowaniem tego koloru dla Tawusi Meleka.

## Analogie
Anioł Paw jest utożsamiany z posłańcem śmierci, Azraelem. Niektórzy utożsamiają go także z szejkiem Adim. W jednym z mitów zaratusztriańskich, który przytacza ormiański teolog Eznik z V wieku, Aryman stworzył Pawia, aby udowodnić, że może czynić dobro pomimo braku takiej woli do jego czynienia.